# Constanza
Constanza és un municipi de la República Dominicana, dins de la província de La Vega. Limita amb els municipis de Jarabacoa i [[La Vega (municipi dominicà)|La Vega]]  (nord); Padre Las Casas i Guayabal (oest); Bonao i Rancho Arriba (est); Guayabal, San José de Ocoa i Sabana Larga (sud).
La ciutat i la vall s'emplacen al marge dominicà de la Cordillera Central, aproximadament a uns 1.250 msnm; que la fan la localitat a major alçada de la República Dominicana i de la Hispaniola (situada prop del Pic Duarte: el punt més alt de las Antilles Majors). Vall montana d'origen lacustre de la Cordillera Central a 1.200 metres sobre el nivell del mar. La vall de Constanza al costat de les altres valls de l'illa, neix en l'era cenozoica en ple període Pliocè (fa uns 3 milions d'anys).

## Demografia
Té 59.052 habitants. Gran part de la població és descendent d'immigrants espanyols (procedents de Burgos, Palència i Biscaia), hongaresos, japonesos, així com en menor mesurar d'àrabs (libanesos). Els habitants de Constanza de minories ètniques acostumen a viure en colònies on viuen segons els costums dels seus ancestres. Les tres colònies més destacades i particulars són la Colonia Española, a uns pocs metres de l'entrada de la ciutat, la Colonia Húngara, al sud-est, i la Colonia Japonesa, al sud en la carretera que duu fins a Valle Nuevo i San José de Ocoa.

## Districtes municipals
Està format pels districtes municipals de:
| Nom       | Codi     |
| --------- | -------- |
| Constanza | 02130201 |
| Tireo     | 02130202 |
| La Sabina | 02130203 |

## Clima
Constanza és coneguda per ser la ciutat més freda de Hispaniola i de tot el Carib en el seu conjunt. El seu clima és temperat subhúmit (classificació climàtica de Köppen Cwb), amb temperatures fresques i pluges durant tot l'any.
Els factors principals que incideixen en això són l'altitud i la situació geogràfica. La ciutat de Constanza s'ubica en unes alçades que varien entre els 1150 i els 1250 Metres sobre el nivell del mar, en una vall muntanyenca entre dos massissos dins de la Cordillera Central, mentre que en tot el municipi l'altura varia entre els 1.000 metres i els gairebé 2.900 metres del Pic Alto de Bandera.
La temperatura mitjana anual de la ciutat és de 18,4 °C, amb una oscil·lació tèrmica de tot just 3,5 °C entre el mes més fred i el mes més càlid: la mitjana de gener és de 16,3 °C i la d'agost és de 19,8 °C.
Durant la major part de l'any la temperatura es manté temperada o càlida durant la tarda, i molt fresca durant la matinada; fluctuen entre 12 °C i 27 °C.
Les pluges ocorren majorment entre juliol i octubre amb una mitjana de 60 mm mensuals.
Durant l'hivern la temperatura és freda a la nit i agradable durant el dia, oscil·lant en un rang dels 8 °C al 24 °C. Les pluges tendeixen cada vegada a ser més escasses durant l'hivern, que de continuar faria canviar el seu tipus de clima a un xinès. Fora de la vall de Constanza, és normal que durant l'hivern la temperatura nocturna baixi dels 0 °C, que afavoreixen les glaçades. No obstant això, les nevades són molt poc habituals.
En zones més elevades, les temperatures de les tardes son fresques a l'hivern i agradables a l'estiu, mentre que les de la matinada i el matí son molt freda amb glaçades ocasionals a l'hivern i fredes a l'estiu.
El rècord de temperatura màxima és de 32,5 °C (90,5 °F), mentre que la marca de temperatura mínima és de −1 °C (30 °F), mentre que dins del municipi, la més baixa registrada oficialment ha estat de −11.5 °C (25.7 °F) en Valle Nuevo, encara que extraoficialment s'ha registrat fins a -12 i -13 °C (fins a 15.8 °F).

## Economia
Hi ha una gran producció d'hortalisses, flors, all, patates, maduixes i altres cultius de clima temperat. El clima benigne que posseeix, permet a Constanza contribuir al 4% del PIB nacional, (la província La Vega produeix el 7,8 % del PIB nacional, això vol dir que Constanza produeix més de la meitat del PIB provincial)el que la converteix en la 3a ciutat de major PIB de l'economia dominicana, després del Gran Santo Domingo i Santiago de los Caballeros (una cosa molt notable tenint en compte que només compon el 0,6252 % de la població dominicanai en el municipi més ric del país pel que fa l'ingrés per càpita:
- PIB nominal per càpita: US$ 37 100.
- PIB real per càpita: US$ 61 772.

No obstant això, presenta també la pitjor disparitat de riquesa del país, a més d'alts índexs de pobresa.